# 一筆啓上 日本一短い手紙の館
一筆啓上 日本一短い手紙の館（いっぴつけいじょう にほんいちみじかいてがみのやかた）は、福井県坂井市丸岡町にある一筆啓上賞 日本一短い手紙の資料館。

## 概要
「鬼作左」とも呼ばれた本多重次が陣中から妻へ宛てた手紙は、「一筆啓上 火の用心」から始まる。この手紙は用件を簡潔明瞭に伝えており、手紙のお手本と評価されている。また、短い文章のなかでも妻子を気遣っており、本多の優しさを読み取ることができる。この手紙のなかで「お仙」と呼ばれた人物は、幼名を仙千代といった越前丸岡藩の初代藩主本多成重のことであった。このため、丸岡町職員であった大廻政成の発案で、1993年（平成5年）には「母」をテーマとして「一筆啓上賞」の公募を始めた。
「一筆啓上賞」の入選作品は、以前は出版された書籍でしか見ることができなかった。入選作品を常設展示するために資料館の建設が計画され、2015年（平成27年）8月23日に一筆啓上 日本一短い手紙の館が開館した。構造に関しては2階建て、3階建て両方の記述がある。開館日は「ふみ」の語呂合わせから23日とした。1階には過去の入賞作品が展示され。滝のように表示される映像で作品を紹介している。

### 「一筆啓上賞」について
毎年多くの作品が寄せられている「日本一短い手紙　一筆啓上賞」は本多作左衛門重次の手紙をモチーフに始まった。現代に、日本の手紙文化の復権を目指そうと始まった「一筆啓上賞」は、わずか40文字の短い文で人を虜にした。そして、過去20年以上にわたる多くの人々の想いが結集して「一筆啓上　日本一短い手紙の館」は誕生した。
1994年（平成6年）から住友グループが「一筆啓上賞」を後援している。「一筆啓上賞」は「大切なこと 人から人へ」という住友グループのグループメッセージと適うこと、また、坂井市丸岡町は住友家初代当主である住友政友の出身地であり、ゆかりが深いことなどが理由である。

## 沿革
- 1993年（平成5年）- 「一筆啓上賞」の公募を開始（第1回目応募数 32,236通）。
- 1994年（平成6年）- 財団法人丸岡町文化振興事業団 発足[11]。
- 2013年（平成25年）4月1日 - 公益財団法人丸岡文化財団に名称変更[11]。
- 2013年（平成25年）9月 - 丸岡文化財団は「一筆啓上賞」に関する博物館の建設地について、丸岡城西側の旧医院跡地にする方針を発表した。しかし、この場所は丸岡城の内堀に当たることなどから、地元の了解を得られず、丸岡文化財団は丸岡城北側にある丸岡文化財団の敷地に変更した（１度目の変更）[12][注 1][注 2]。
- 2014年（平成26年）6月6日 - 丸岡文化財団の敷地内から丸岡城二の丸の石垣が出土したため、丸岡図書館北側の駐車場内に建設地を変更した（2度目の変更）[12]。
- 2015年（平成27年）8月23日 - 開館[1]。

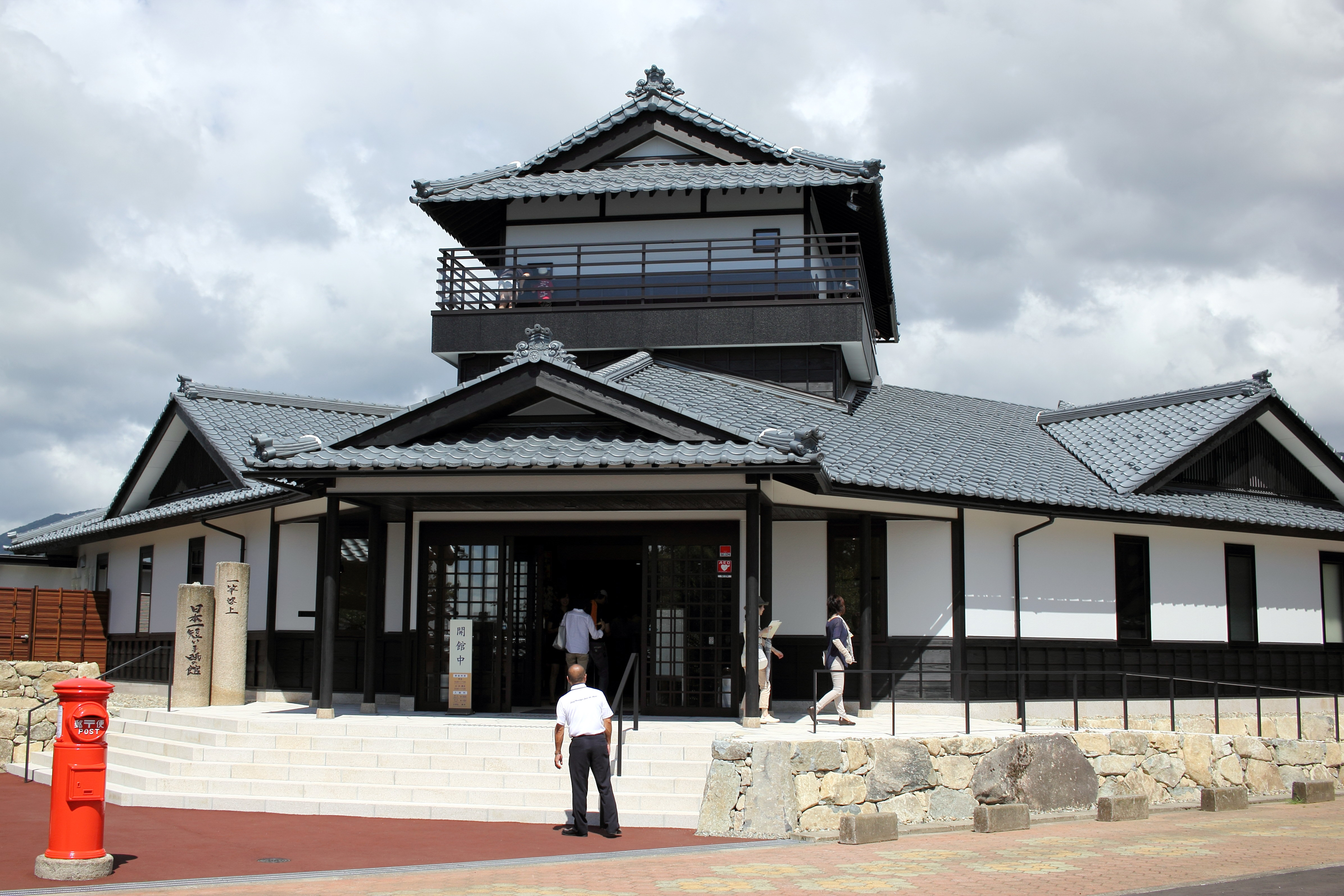
ふみの日開館時の様子
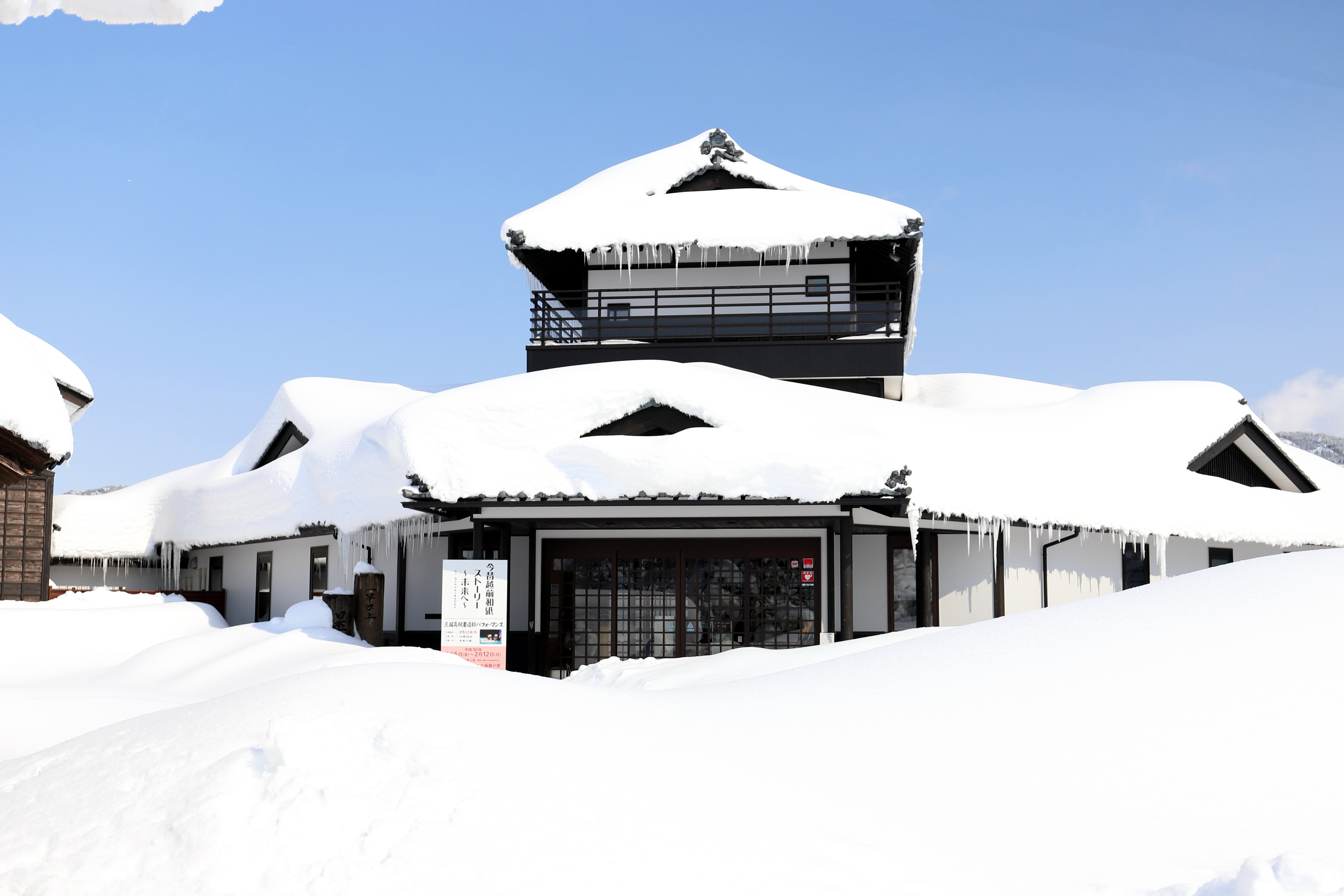
2018年2月8日 豪雪時の様子

## 一筆啓上賞

### 各回テーマと審査員

#### 一筆啓上賞 (1993-2002)
| 開催時期      | テーマ               | 選考委員 |
| ------------- | -------------------- | --- |
| 第1回 1993年  | 「母」               | 黒岩重吾(作家) 俵万智(歌人) 時実新子(『川柳展望』主宰) 中村梅之助(俳優・歌舞伎役者) 森浩一 (考古学者)                                            |
| 第2回 1994年  | 「家族」             | 黒岩重吾(作家) 俵万智(歌人) 時実新子(『川柳展望』主宰) 中村梅之助(俳優・歌舞伎役者) 森浩一(考古学者)                                             |
| 第3回 1995年  | 「愛」               | 黒岩重吾(作家) 俵万智(歌人) 時実新子(『川柳展望』主宰) 中村梅之助(俳優・歌舞伎役者) 森浩一(考古学者)                                             |
| 第4回 1996年  | 「父」               | 黒岩重吾(作家) 俵万智(歌人) 時実新子(『川柳展望』主宰) 中村梅之助(俳優・歌舞伎役者) 森浩一(考古学者)                                             |
| 第5回 1997年  | 「母への想い」       | 黒岩重吾(作家) 俵万智(歌人) 時実新子(『川柳展望』主宰) 中村梅之助(俳優・歌舞伎役者) 森浩一(考古学者)                                             |
| 第6回 1998年  | 「ふるさとへの想い」 | 黒岩重吾(作家) 俵万智(歌人) 時実新子(『川柳展望』主宰) 中村梅之助(俳優・歌舞伎役者) 森浩一(考古学者)                                             |
| 第7回 1999年  | 「友へ」             | 黒岩重吾(作家) 俵万智(歌人) 時実新子(『川柳展望』主宰) 中村梅之助(俳優・歌舞伎役者) 森浩一(考古学者)                                             |
| 第8回 2000年  | 「私へ」             | 黒岩重吾(作家) 俵万智(歌人) 時実新子(『川柳展望』主宰) 中村梅之助(俳優・歌舞伎役者) 森浩一(考古学者)ゲスト選考委員小室等(シンガーソングライター) |
| 第9回 2001年  | 「いのち」           | 黒岩重吾(作家) 俵万智(歌人) 時実新子(『川柳展望』主宰) 中村梅之助(俳優・歌舞伎役者) 森浩一(考古学者)ゲスト選考委員小室等(シンガーソングライター) |
| 第10回 2002年 | 「喜怒哀楽」         | 黒岩重吾(作家) 俵万智(歌人) 時実新子(『川柳展望』主宰) 中村梅之助(俳優・歌舞伎役者) 森浩一(考古学者)ゲスト選考委員小室等(シンガーソングライター) |

#### 新一筆啓上賞 (2003-)
| 開催時期      | テーマ               | 選考委員 |
| ------------- | -------------------- | --- |
| 第1回 2003年  | 「母との往復書簡」   | 小室等(シンガーソングライター）佐々木幹郎(詩人）中山千夏(作家）西ゆうじ(作家）中島敬二(住友グループ広報委員会事務局長）                                                      |
| 第2回 2004年  | 「家族殿」           | 小室等(シンガーソングライター）佐々木幹郎(詩人）中山千夏(作家）西ゆうじ(作家）井場満(住友グループ広報委員会事務局長）                                                        |
| 第3回 2005年  | 「愛」               | 小室等(シンガーソングライター）佐々木幹郎(詩人）中山千夏(作家）西ゆうじ(作家）井場満(住友グループ広報委員会事務局長）                                                        |
| 第4回 2006年  | 「父」               | 小室等(シンガーソングライター）佐々木幹郎(詩人）中山千夏(作家）西ゆうじ(作家）井場満(住友グループ広報委員会事務局長）                                                        |
| 第5回 2007年  | 「未来」             | 小室等(シンガーソングライター）佐々木幹郎(詩人）中山千夏(作家）西ゆうじ(作家）井場満(住友グループ広報委員会事務局長）                                                        |
| 第6回 2008年  | 「夢」               | 小室等(シンガーソングライター）佐々木幹郎(詩人）中山千夏(作家）西ゆうじ(作家）鈴木久和(住友グループ広報委員会事務局長）                                                      |
| 第7回 2009年  | 「笑」               | 小室等(シンガーソングライター）佐々木幹郎(詩人）中山千夏(作家）西ゆうじ(作家）鈴木久和(住友グループ広報委員会事務局長）                                                      |
| 第8回 2010年  | 「涙」               | 小室等(シンガーソングライター）佐々木幹郎(詩人）中山千夏(作家）西ゆうじ(作家）鈴木久和(住友グループ広報委員会事務局長）                                                      |
| 第9回 2011年  | 「明日」             | 池田理代子(漫画家・声楽家）小室等(シンガーソングライター）佐々木幹郎(詩人）中山千夏(作家）西ゆうじ(作家）林正俊(住友グループ広報委員会事務局長）                             |
| 第10回 2012年 | 「ありがとう」       | 池田理代子(漫画家・声楽家）小室等(シンガーソングライター）佐々木幹郎(詩人）中山千夏(作家）西ゆうじ(作家）林正俊(住友グループ広報委員会事務局長）                             |
| 第21回 2013年 | 「わすれない」       | 池田理代子(漫画家・声楽家）小室等(シンガーソングライター）佐々木幹郎(詩人）中山千夏(作家）西ゆうじ(作家）林正俊(住友グループ広報委員会事務局長）                             |
| 第22回 2014年 | 「花」               | 池田理代子(漫画家・声楽家）小室等(シンガーソングライター）佐々木幹郎(詩人）中山千夏(作家）新森健之(住友グループ広報委員会事務局長）                                          |
| 第23回 2015年 | 「うた」             | 池田理代子(劇作家・声楽家）小室等(シンガーソングライター）佐々木幹郎(詩人）中山千夏(作家）新森健之(住友グループ広報委員会事務局長）                                          |
| 第24回 2016年 | 「ごめんなさい」     | 小室等(シンガーソングライター）佐々木幹郎(詩人）宮下奈都(作家）新森健之(住友グループ広報委員会事務局長）                                                                     |
| 第25回 2017年 | 「母」               | 小室等(シンガーソングライター）佐々木幹郎(詩人）宮下奈都(作家）新森健之(住友グループ広報委員会事務局長）                                                                     |
| 第26回 2018年 | 「先生」             | 小室等(シンガーソングライター）佐々木幹郎(詩人）夏井いつき(俳人・エッセイスト）宮下奈都(作家）新森健之(住友グループ広報委員会事務局長）                                      |
| 第27回 2019年 | 「春夏秋冬」         | 小室等(シンガーソングライター）佐々木幹郎(詩人）夏井いつき(俳人・エッセイスト）宮下奈都(作家）(住友グループ広報委員会事務局長）                                              |
| 第28回 2020年 | 「笑顔」             | 小室等(シンガーソングライター）佐々木幹郎(詩人）夏井いつき(俳人・エッセイスト）宮下奈都(作家）(住友グループ広報委員会事務局長）                                              |
| 第29回 2021年 | 「こころ」           | 小室等（シンガーソングライター）佐々木幹郎（詩人）宮下奈都（作家）夏井いつき（俳人・エッセイスト）平野竜一郎（住友グループ広報委員会事務局長）                               |
| 第30回 2022年 | 「挑戦・チャレンジ」 | 小室等（シンガーソングライター）佐々木幹郎（詩人）宮下奈都（作家）夏井いつき（俳人・エッセイスト）長澤修一（住友グループ広報委員会事務局長）                                 |
| 第31回 2023年 | 「時」               | 小室等（シンガーソングライター）佐々木幹郎（詩人）宮下奈都（作家）夏井いつき（俳人・エッセイスト）パトリック・ハーラン（タレント）長澤修一（住友グループ広報委員会事務局長） |
| 第32回 2024年 | 「願い」             | 小室等（シンガーソングライター）佐々木幹郎（詩人）宮下奈都（作家）夏井いつき（俳人・エッセイスト）パトリック・ハーラン（タレント）長澤修一（住友グループ広報委員会事務局長） |
| 第33回 2025年 | 「失敗・成功」       | 小室等（シンガーソングライター）佐々木幹郎（詩人）宮下奈都（作家）夏井いつき（俳人・エッセイスト）パトリック・ハーラン（タレント）阿部剛嗣（住友グループ広報委員会事務局長） |

### 書籍
- 編：福井県丸岡町
  - 日本一短い「母」への手紙 (一筆啓上)  – 1994/4/1
    - 日本一短い「母」への手紙 一筆啓上 (角川文庫)  – 1995/6/29

  - 日本一短い「家族」への手紙―一筆啓上– 1995/4/1
  - 日本一短い「愛」の手紙―一筆啓上 – 1996/2/1
  - 日本一短い手紙 一筆啓上、「家族」殿。  – 2005/4/1　サンマーク出版
  - 日本一短い「父」への手紙―一筆啓上 (角川文庫)  – 1998/6/1
  - 日本一短い 父への手紙、父からの手紙 – 2007/4/17
  - 日本一短い「未来」への手紙 単行本 – 2008/4/15

- 編：福井県丸岡町、丸岡町文化振興事業団
  - 日本一短い手紙 ふるさとへの想い―一筆啓上 – 1999/4/1
  - 日本一短い手紙「友へ」―一筆啓上 – 2000/4/20
  - 日本一短い手紙「私へ」―一筆啓上 (文芸シリーズ)  – 2001/4/1
  - 日本一短い手紙「いのち」―一筆啓上 – 2002/4/1
  - 日本一短い手紙「喜怒哀楽」一筆啓上 – 2003/4/1
  - 日本一短い手紙「夢」―一筆啓上賞 – 2009/4/1

- 編:丸岡町文化振興事業団
  - 日本一短い母への手紙〈増補改訂版〉―一筆啓上賞　2010/5/1
  - 日本一短い手紙「笑」―新一筆啓上賞 – 2010/5/1
  - 日本一短い手紙「家族」殿〈増補改訂版〉新一筆啓上賞 – 2012/4/27
  - 日本一短い手紙ふるさとを想う―一筆啓上賞 – 2009/11/1
  - 日本一短い手紙「涙」新一筆啓上賞 – 2011/4/1
  - 日本一小さな物語 母との往復書簡 新一筆啓上賞 – 2010/6/1
  - 日本一短い家族への手紙―一筆啓上賞 – 2010/5/1
  - 日本一短い父への手紙―一筆啓上賞 – 2010/5/1
  - 日本一短い友への手紙―一筆啓上賞 – 2009/11/1
  - 日本一短い父への手紙、父からの手紙〈増補改訂版〉新一筆啓上賞 – 2012/4/27
  - 日本一短い手紙大切ないのち―一筆啓上賞 – 2009/11/1

- 読み・書き・アート 日本一短い「母」への手紙 一筆啓上 – 2006/9/1
  - 丸岡町文化振興事業団 (監修), 大巧社編集部 (編集)

漫画
- 「日本一短い母への手紙」原作:西ゆうじ（全10巻、電子書籍のみ）
- 作画：北見けんいち、おだ辰夫、さかこし憲周、田代浩、引野真二、古谷三敏、長尾朋寿、こせきこうじ、やまだ浩一、はやせ淳、江古田みなみ、本庄敬 、幸野武史、山下京子 、本そういち 、幸野武史、堀口純男、人見恵史

### ドラマ
『日本一短い「母」への手紙』が1995年 - 1996年にオムニバスドラマとして日本テレビで放送された。全3回。
- 原案：福井県丸岡町編「日本一短い「母」への手紙」（大巧社刊）

日本一短い「母」への手紙（1995年4月6日）
- 嫁ぐ日（出演：瀬戸朝香、森脇健児、加賀まりこ、脚本：宮村優子、監督：猪股隆一）
- 親孝行（出演：所ジョージ、菅井きん、岡田奈々、青柳翔、脚本：永井愛、監督：猪股隆一）
- 帰郷（出演：萩原聖人、渡辺満里奈、山岡久乃、脚本：戸田山雅司、監督：倉田貴也）
- 再婚（出演：里見浩太朗、戸田菜穂、市毛良枝、脚本：布勢博一、監督：倉田貴也）

日本一短い「母」への手紙2（1995年10月14日）
- 新しい母へ（出演：ともさかりえ、段田安則、風吹ジュン、脚本：両沢和幸、監督：倉田貴也）
- 大嫌いな母へ（出演：袴田吉彦、吉行和子、加藤紀子、脚本：両沢和幸、監督：倉田貴也）
- 母心・娘心（出演：泉ピン子、奥山佳恵、羽場裕一、脚本：清本由紀、監督：猪股隆一）
- めぐり逢い（出演：有森也実、椎名桔平、榎本加奈子、仲間由紀恵、脚本：岡田惠和、監督：大平太）

日本一短い「母」への手紙3（1996年4月5日）
- 卒業式（出演：安達祐実、高田純次、大島さと子、脚本：矢島正雄、監督：猪股隆一）
- 幸せのかたち（出演：風間トオル、野際陽子、飯島愛、脚本：遠藤彩見、監督：大平太）
- 季節はずれの七・五・三（出演：西田ひかる、木内みどり、渡辺いっけい、北村総一朗、脚本：清本由紀、監督：古賀倫明）
- 上京（出演：松岡昌宏、倍賞美津子、内藤剛志、脚本：山崎淳也、監督：倉田貴也）

### 映画
『日本一短い「母」への手紙』1995年11月23日公開。
- 監督：澤井信一郎、脚色：伊藤亮二・澤井信一郎、音楽：坂田晃一、撮影：木村大作、原作：丸岡町文化振興事業団
- 出演：十朱幸代、裕木奈江、原田龍二、鈴木砂羽、別所哲也、天宮良、原日出子、中島唱子、藤田敏八、勝野洋、淡路恵子、村井國夫、加藤治子、江守徹、小林稔侍

- 主題歌：山口百恵「秋桜」

## 施設概要と館内説明
- 木造2階建[6]
- 延床面積 700平方メートル
- 常設展示室....一筆啓上賞の歴史とともにこれまでの入賞作品を見ることができる。[14]
- 企画展示室....愛媛県西予市のかまぼこ板の絵と日本一短い手紙のコラボ作品が展示されている。[7]
- 古城展示室....丸岡城天守閣の3階とほぼ同じ面積になっていて、坂井市についてのビデオを鑑賞できる。[7]
- ふみの庭....カフェ[7]

## 開館時間
- 9:00 - 17:00（入館は16:30まで）

## 休館日
- 年末年始[8]（12月29日から1月3日）
- 展示替えのための休館日あり

## アクセス
- 北陸新幹線 福井駅（福井市）から - 京福バス31系統（丸岡線）、36系統（県立病院丸岡線）、39系統（大和田丸岡線）にて「丸岡城」下車約100 m。
- 北陸新幹線 芦原温泉駅（あわら市）から - 京福バス86・87系統（芦原丸岡永平寺線・芦原丸岡線）にて「丸岡城」下車約100 m。えちぜん鉄道勝山永平寺線 永平寺口駅（永平寺町）からも利用可能。
- ハピラインふくい線 丸岡駅から - 京福バス48系統（三国丸岡線、休日・年末年始運休）にて「丸岡城」下車約100 m。もしくは同82系統（丸岡永平寺線・休日運休）にて「丸岡バスターミナル」下車約1 km。うち48系統はえちぜん鉄道三国芦原線 大関駅・三国駅から、82系統はえちぜん鉄道勝山永平寺線 松岡駅（永平寺町）・永平寺口駅からもそれぞれ利用できる。
- 北陸自動車道 丸岡IC（ETC専用）から約2 km。